# 官橋駅
官橋駅（かんきょう-えき）は、中華人民共和国広東省広州市番禺区に位置する広州地下鉄4号線の駅である。この駅は未開業である。

## 駅構造
- 相対式ホーム2面2線の高架駅。

## 隣の駅
■広州地下鉄4号線
新造駅 - 官橋駅 - 石碁駅